# جنگ (فیلم ۲۰۰۷)
جنگ (به انگلیسی: War) یک فیلم اکشن و جنایی آمریکایی محصول سال ۲۰۰۷ به کارگردانی فیلیپ جی. آتول در اولین کارگردانی خود است و شامل مبارزات صحنه‌ای با طراحی کری یوئن است. جت لی و جیسون استاتهام بازیگران اصلی این فیلم هستند. این فیلم در ۲۴ اوت ۲۰۰۷ در ایالات متحده اکران شد. این فیلم دومین همکاری جت لی و جیسون استاتهام بعد از یکه‌تاز (۲۰۰۱) می‌باشد. جیسون استاتهام نقش یک مأمور اف‌بی‌آی را بازی می‌کند که تصمیم دارد یک قاتل مرموز به نام روگ (با بازی جت لی) را پس از قتل همکارش سرنگون کند.
جت لی در چندین مصاحبه اظهار داشت که از این فیلم و تولید آن راضی نیست. او تا آنجا پیش رفت که گفت که این فیلم «خوب نیست» و به کارگردان فیلیپ جی. آتول اعتمادی ندارد. حتی در نیمه راه فیلمبرداری، او می‌دانست که فیلم قرار است امتیاز متوسطی دریافت کند و سودی نخواهد داشت.

## داستان
جک کرافورد مأمور اف‌بی‌آی بعد از کشته شدن همکارش تام و این و خانواده‌اش به دست بدنام‌ترین قاتل دنیای تبهکاران آسیا به نام روگ، قسم می‌خورد تا انتقام قتل وی را بگیرد اما روگ ناگهان ناپدیدی می‌شود. سه سال بعد نشانه‌هایی از بازگشت روگ در صحنه یک جنایت یافت می‌شود. بعد از به سرقت رفتن کاروانی متعلق به تبهکاران جنگی خونین میان مافیای چین به سرکردگی چانگ و یاکوزاهای ژاپنی به ریاست شیرو آغاز می‌شود. جک که تشنه انتقام است، یقین دارد که روگ نیز در این وقایع دست دارد. جک و همکارانش هر دو گروه را تحت نظر گرفته‌اند و به زودی کشف می‌کنند که روگ در کنار چانگ قرار دارد اما بعد از کشته شدن چانگ سر و کله ارباب شیرو و دخترش در آمریکا ظاهر می‌شود. معلوم می‌شود که روگاز سوی وی مأموریت داشته تا گروه رقیب را نابود کند اما اینک خود نیز باید کشته شود؛ چون به دستور کارفمایش مبنی بر قتل همسر و دختر چانگ عمل نکرده است. روگ موفق می‌شود تا از چنگ آدم‌کش‌های شیرو نجات پیدا کند ولی حال جک در انتظار اوست تا دستگیرش کند؛ غافل از این که روگ واقعی چند سال قبل مرده است…

## بازخوردها
- این فیلم در ۲۴ اوت ۲۰۰۷ با ۹٫۸ میلیون دلار از ۲٫۲۷۷ سالن سینما، میانگین ۴٫۳۱۲ دلار اکران شد. تا دسامبر ۲۰۰۷، این فیلم ۲۲٫۵ میلیون دلار در ایالات متحده و ۱۸٫۲ میلیون دلار در باکس آفیس بین‌المللی فروخت که در مجموع به ۴۰٫۷ میلیون دلار رسید. فروش دی‌وی‌دی در مجموع ۲۸ میلیون دلار بود.
- در راتن تومیتوز بر اساس نقدهای ۶۰ منتقد، امتیاز ۱۳٪ و میانگین امتیاز ۳٫۹ از ۱۰ را به فیلم می‌دهد.[۳]
- در متاکریتیک، این فیلم بر اساس نظرات ۱۵ منتقد، امتیاز ۳۶ از ۱۰۰ را کسب کرده است.[۴]
- مخاطبان مورد نظرسنجی توسط سینماسکور به فیلم نمره B داد.[۵]